# Hwoźna
De Hwoźna, ook: Hwoźnia, is een rivier in Wit-Rusland en Polen. 
Het is een rechterzijrivier van de Narewka. Ze stroomt door het Bielsko-hoogland (in de woiwodschap Podlachië) in een smal moerasdal door Nationaal Park Białowieża. Aan de monding van de Hwoźna in de Narewka bevindt zich het Beschermd Gebied Hwoźna.
De rivier is 10,8 km lang. Het stroomgebied is 512 km².